# سید فاخر تهامی
سید فاخر تهامی (زادهٔ ۲۷ مرداد ۱۳۷۵ در آبادان) بازیکن فوتبال اهل ایران است که در باشگاه فوتبال پیکان بازی می‌کند.